# Nachruf, WAB 81a
Nachruf (Nécrologie), WAB 81a, est une œuvre chorale composée par Anton Bruckner en 1877, à la mémoire de Joseph Seiberl. L'œuvre est surtout connue sous sa réédition de 1886 en tant que Trösterin Musik (Musique consolatrice), WAB 81b.

## Historique
Bruckner composa l'œuvre sur un texte de Heinrich von der Mattig le 19 octobre 1877 à la mémoire de son ami Joseph Seiberl, décédé le 10 juin 1877. L'œuvre  a été exécutée neuf jours plus tard par la Liedertafel Sängerbund dans l'Abbaye de Saint-Florian.
L'œuvre, dont le manuscrit original a été retrouvé à la Bibliothèque du Congrès à Washington,, est éditée dans le Volume XXIII/2, no 28a de la Bruckner Gesamtausgabe.

### Trösterin Musik
En 1886, Rudolf Weinwurm demanda à August Seuffert, rédacteur en chef du Wiener Zeitung, d'écrire un autre texte pour le Nachruf de Bruckner. Weinwurm exécuta l'œuvre révisée en tant que Trösterin Musik avec la Wiener Akademischer Gesangverein dans la Musikvereinsaal le 11 avril 1886. Le manuscrit original est perdu. Une copie en est conservée à l'Österreichische Nationalbibliothek.
Cette version révisée de la partition, qui a d'abord été éditée par Viktor Keldorfer (Universal Edition) en 1911,, est éditée dans le Volume XXIII/2, no 28b de la Bruckner Gesamtausgabe.

## Texte
Nachruf utilise un texte de Heinrich von der Mattig.
| Vereint bist, Töneheld und Meister, Mit jener hohen Schar der Geister, Die hier schon höh'res Dasein führen, Weil sie der Tonwelt Geist erspüren. Du hast aus buntem Tongewühle Gar oft in freiem Orgelspiele Mit Kunst gelenkt die Melodien Zu andachtsvollen Harmonien. Drum mag's im Orgelstrome brausen Und heut in Sturmakkorden sausen: Vergessen bleibst du nie hiernieden; Du gabst uns Kunst, nun ruh' in Frieden! | Vous avez rejoint, héros et maître de sons, Cette grande cohorte d'âmes, Qui ont ici connu une existence supérieure, Parce qu'elles avaient exprimé le sens du monde des sons. Vous avez d'un damier chaotique de sons Souvent en improvisation à l'orgue Conduit artistiquement les mélodies En de dévotes harmonies. Ainsi que les sons de l'orgue mugissent Et résonnent aujourd'hui en accords tumultueux : Vous ne serez jamais oubliés ici sur terre : Vous nous avez donné l'art, reposez désormais en paix ! |

### Trösterin Musik
La version révisée Trösterin Musik utilise un texte d'August Seuffert.
| Musik! Du herrliches Gebilde, Voll hoher Macht, voll süßer Milde, Wir fühlen doppelt tief dein Walten, Wenn uns ein Leid das Herz gespalten. Der Schmerzenswogen wirres Drängen, Es glättet sich vor deinen Klängen, Besänftigt all die Fluten ziehen Ins weite Meer der Harmonien. Wie Orgelton, wie Meereswogen Kommt dann der Trost ins Herz gezogen Und stillt der Seele wildes Sehnen Und löst das Weh in milden Tränen. | Musique ! Adorable création, Pleine de puissance et de douce tendresse, Nous ressentons profondément tes effets, Quand la tristesse déchire nos cœurs. La pression troublée des vagues de douleur Est apaisée par tes sons, Calmement leurs flots évoluent Dans l'océan des harmonies. Comme les sons de l'orgue et les vagues de la mer, La consolation pénètre dans le cœur, Calme les sauvages désirs de l'âme Et résout la douleur en de tendres larmes. |

## Composition
L'œuvre de 51-mesures en ut mineur est conçue pour chœur d'hommes (TTBB) et orgue. Les 30 premiers mesures sont chantées a cappella. L'orgue entre en scène fortissimo (organo pleno avec pédale) à la mesure de 31 avec le texte Drum mag's im Orgelstrome brausen. L'œuvre se termine a cappella en pianissimo sur nun ruh' in Frieden!.

## Discographie
Dans sa version d'origine en tant que Nachruf l'accompagnement d'orgue à la mesure 31 est significatif en raison de la profession du défunt.
Dans la version révisée Trösterin Musik, l'accompagnement d'orgue peut, comme beaucoup d'exécutants le font, être supprimé sans nuire au sens de l'œuvre. La deuxième strophe, qui est une variante de la première est souvent omise.

### Nachruf
Il y a un seul enregistrement aves le texte d'origine en tant que Nachruf :
- Łukasz Borowicz, Anton Bruckner: Requiem, RIAS Kammerchor Berlin, Akademie für Alte Musik Berlin – CD : Accentus ACC30474, 2019 - adaptation pour chœur mixte SATB, suivi par Trösterin Musik

### Trösterin Musik
Le premier enregistrement de Trösterin Musik a eu lieu par Willi Schell avec le Cronenberger Männerchor en 1956 – 45 tours : Tonstudio Wolfgang Jakob (Dortmund)
Une sélection parmi les quelque 30 autres enregistrements :
- Jörg-Peter Weigle, Männerchor des Leipziger Rundfunkchores, In einem kühlen Grunde – LP Eterna 7 35 209, 1984 / CD Delta 18 331 – a cappella
- Robert Shewan, Roberts Wesleyan College Choral, Thaddeus James Stuart (orgue), Œuvres chorales d'Anton Bruckner – Albany TROY 063, 1991
- Michael Gläser, Chor des Bayerischen Rundfunks, Leise Töne der Brust – Oehms Classics OC 589, 1993 – a cappella
- Martin L. Fiala, Männergesang-Verein Sängerlust, Festkonzert – EE-004CD, 1994 – 1 strophe a cappella
- Guido Mancusi, Chorus Viennensis, Walter Lochmann (orgue), Musik, du himmlisches Gebilde! – ORF CD 73, 1995
- Thomas Kerbl, Männerchorvereinigung Bruckner 08, Philipp Sonntag (orgue), Anton Bruckner – Männerchöre – LIVA027, 2008 – 1re strophe uniquement

## Sources
- Anton Bruckner – Sämtliche Werke, Band XXIII/2: Weltliche Chorwerke (1843-1893), Musikwissenschaftlicher Verlag der Internationalen Bruckner-Gesellschaft, Angela Pachovsky et Anton Reinthaler (Éditeurs), Vienne, 1989
- Cornelis van Zwol, Anton Bruckner 1824-1896 – Leven en werken, uitg. Thot, Bussum, Pays-Bas, 2012.  (ISBN 978-90-6868-590-9)
- Uwe Harten, Anton Bruckner. Ein Handbuch. Residenz Verlag, Salzbourg, 1996.  (ISBN 3-7017-1030-9).